# Chasse de nuit (sport)
Pour les articles homonymes, voir Chasse de nuit.

## En France
La chasse de nuit est généralement interdite en France car il serait trop facile d'éblouir des animaux et de les tuer, au risque de mettre en péril la ressource cynégétique (la chasse à la lumière est un acte de braconnage). 
Il existe quelques exceptions, comme en France, pour la chasse au gibier d'eau de nuit ; pratique légale  dans certains départements français, notamment côtiers.
Elle se pratique à partir d'installations nommées tonnes, huttes ou gabions selon les régions. Le principe consiste à faire poser des gibiers d'eau (canards et oies) sur l'eau à portée de tir (35 m environ).

### Historique

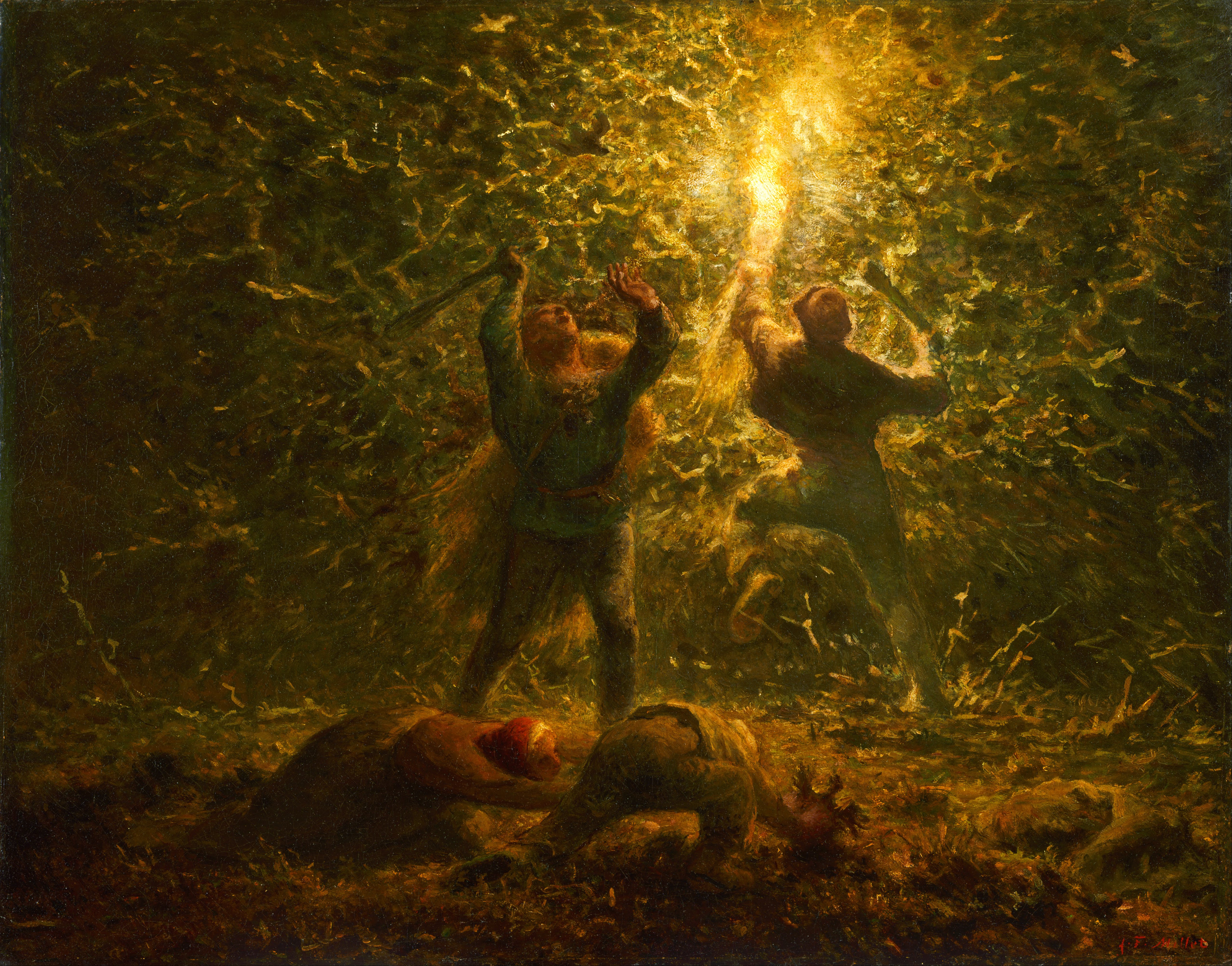
Chasse des oiseaux avec les feux
Jean-François Millet, 1874
Philadelphia Museum of Art

Cette chasse n'a été légiférée qu'à partir de 2000,,. Pourtant elle se pratique en France depuis au moins les années 1860 et a bien évolué depuis. Au début cette chasse se pratiquait dans des petites cabanes, plus ou moins enterrées avec comme seul confort un tapis de paille, ou de grands tonneaux enterrés ou sur pilotis dans le sud-ouest (qui ont donné le mot "tonne"). Les premiers lieux où cette chasse fit son apparition sont la baie de Somme, la baie de Seine.

### L'installation

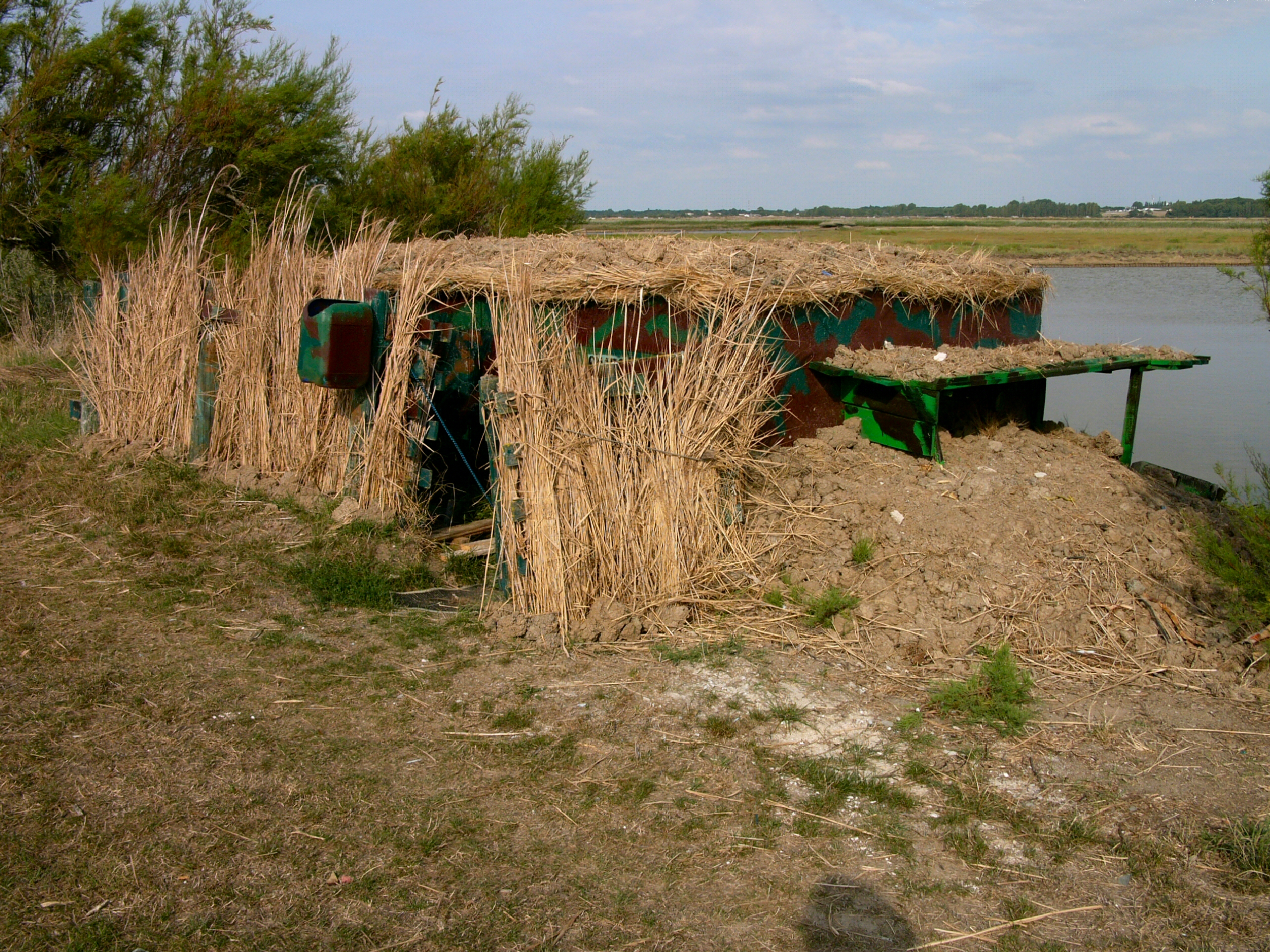
Tonne de Chasse dans le marais de la Petite Flandre à Saint-Laurent-de-la-Prée, en Charente-Maritime.

En France, la chasse de nuit était illégale jusqu'au décret n° 2000-755 du 1er août 2000 qui a légalisé a posteriori toutes les installations existantes, défendant toutefois d'en créer de nouvelles. Ces installations peuvent être de plusieurs types :
- tonne enterrée : sur les marais côtiers et/ou aménagés du Sud-Ouest (Gironde et Charente-Maritime surtout), les installations, souvent plutôt spacieuses et relativement confortables, sont enterrées aux abords d'une mare de façon à avoir les créneaux (fenêtres d'observation et de tir) au niveau de l'eau ;
- tonne flottante et/ou sur pilotis : sur les marais intérieurs non aménagés, soumis aux crues annuelles (Exemple : en Charente-Maritime, vallée de la Charente, de la Boutonne, de la Trézence), les installations sont plus modestes et spartiates. Elles se situent au-dessus du niveau de l'eau et au milieu des eaux. L'accès se fait le plus souvent en barque (propulsée à la piguouille notamment) ;
- hutte, dans le Nord ;
- gabion, en Normandie.

| \| Départements[6] \| Nombre d'installations[7] \| Modalités particulières \| \| -------------------- \| ------------------------- \| ----------------------- \| \| Aisne \| 101-500 \| - \| \| Ardennes \| 101-500 \| - \| \| Aube \| 101-500 \| - \| \| Aude \| 501-1000 \| - \| \| Bouches-du-Rhône \| 101-500 \| - \| \| Calvados \| 501-1000 \| - \| \| Charente-Maritime \| >1000 \| - \| \| Côtes-d'Armor \| <100 \| certains cantons \| \| Eure \| 101-500 \| - \| \| Finistère \| <100 \| certains cantons \| \| Haute-Garonne \| <100 \| certains cantons \| \| Gironde \| >1000 \| - \| \| Hérault \| 501-1000 \| - \| \| Ille-et-Vilaine \| <100 \| certains cantons \| \| Landes \| 501-1000 \| - \| \| Manche \| 501-1000 \| - \| \| Marne \| 101-500 \| - \| \| Meuse \| <100 \| certains cantons \| \| Nord \| >1000 \| - \| \| Oise \| 101-500 \| - \| \| Orne \| <100 \| - \| \| Pas-de-Calais \| >1000 \| - \| \| Pyrénées-Atlantiques \| 101-500 \| - \| \| Hautes-Pyrénées \| <100 \| certains cantons \| \| Seine-Maritime \| 501-1000 \| - \| \| Seine-et-Marne \| <100 \| - \| \| Somme \| >1000 \| - \| |                        |                         |
| Départements | Nombre d'installations | Modalités particulières |
| Aisne | 101-500                | -                       |
| Ardennes | 101-500                | -                       |
| Aube | 101-500                | -                       |
| Aude | 501-1000               | -                       |
| Bouches-du-Rhône | 101-500                | -                       |
| Calvados | 501-1000               | -                       |
| Charente-Maritime | >1000                  | -                       |
| Côtes-d'Armor | <100                   | certains cantons        |
| Eure | 101-500                | -                       |
| Finistère | <100                   | certains cantons        |
| Haute-Garonne | <100                   | certains cantons        |
| Gironde | >1000                  | -                       |
| Hérault | 501-1000               | -                       |
| Ille-et-Vilaine | <100                   | certains cantons        |
| Landes | 501-1000               | -                       |
| Manche | 501-1000               | -                       |
| Marne | 101-500                | -                       |
| Meuse | <100                   | certains cantons        |
| Nord | >1000                  | -                       |
| Oise | 101-500                | -                       |
| Orne | <100                   | -                       |
| Pas-de-Calais | >1000                  | -                       |
| Pyrénées-Atlantiques | 101-500                | -                       |
| Hautes-Pyrénées | <100                   | certains cantons        |
| Seine-Maritime | 501-1000               | -                       |
| Seine-et-Marne | <100                   | -                       |
| Somme | >1000                  | -                       |

### Faire poser le canard
Tout l'art de la chasse à la hutte ou de la chasse à la tonne au hutteau ou gabions  consiste à faire poser un canard sauvage, ou un vol de canards (ou d'oies) sauvages à proximité de l'installation. Pour y parvenir, le tonnayre (chasseur à la tonne) a recours à des artifices ou auxiliaires :
- Appelants (ou « appeaux ») : des canards sélectionnées pour leurs chants sont attachés devant la tonne selon une disposition particulière (selon la force et la direction du vent, la lune, la saison et les qualités spécifique de chaque appelant). Cette disposition particulière doit permettre de faire poser le canard sauvage exactement à l'endroit voulu. Le canard le plus souvent utilisé est le canard colvert (de souche plus ou moins domestique), mais certains utilisent également d'autres espèces à l'attache (canard siffleur, sarcelle d'hiver,canard souchet, canard chipeau et canard pilet notamment). Des oies (de souche plus ou moins sauvage également comme les cendrées, rieuses ou encore des moissons) peuvent être utilisées. Le chasseur prend le plus grand soin de ses appelants toute l'année et plus particulièrement lors de l'attache (seul un canard en forme et à l'aise donnera le meilleur). 
À titre d'exemple, en France, selon le recensement (Observatoire de la chasse de nuit [1]) mis à jour à l'occasion du plan « Grippe aviaire », dans un département tel que l'Oise, environ 4000 chasseurs chassent dans 144 huttes déclarées, avec l'aide de 5790 appelants (mi 2007) également déclarés[9]. Des départements littoraux comme celui du Pas-de-Calais en comptent beaucoup plus. En 2006, à la suite de plusieurs cas de H5N1 en France et en Europe, les appelants ont été autorisés s'ils n'étaient pas en contact direct avec les animaux sauvages, parqués à proximité de l'eau ou dans des cages maintenues au-dessus de la surface de l'eau.
- Formes (ou « plastiques ») : des formes flottantes de canards sauvages permettent de simuler la présence de groupes de canards à proximité de la tonne. Ils attirent ainsi l'attention visuelle du canard sauvage et permettent, sur les grandes étendues d'eau, de délimiter les espaces de pose de ces canards.

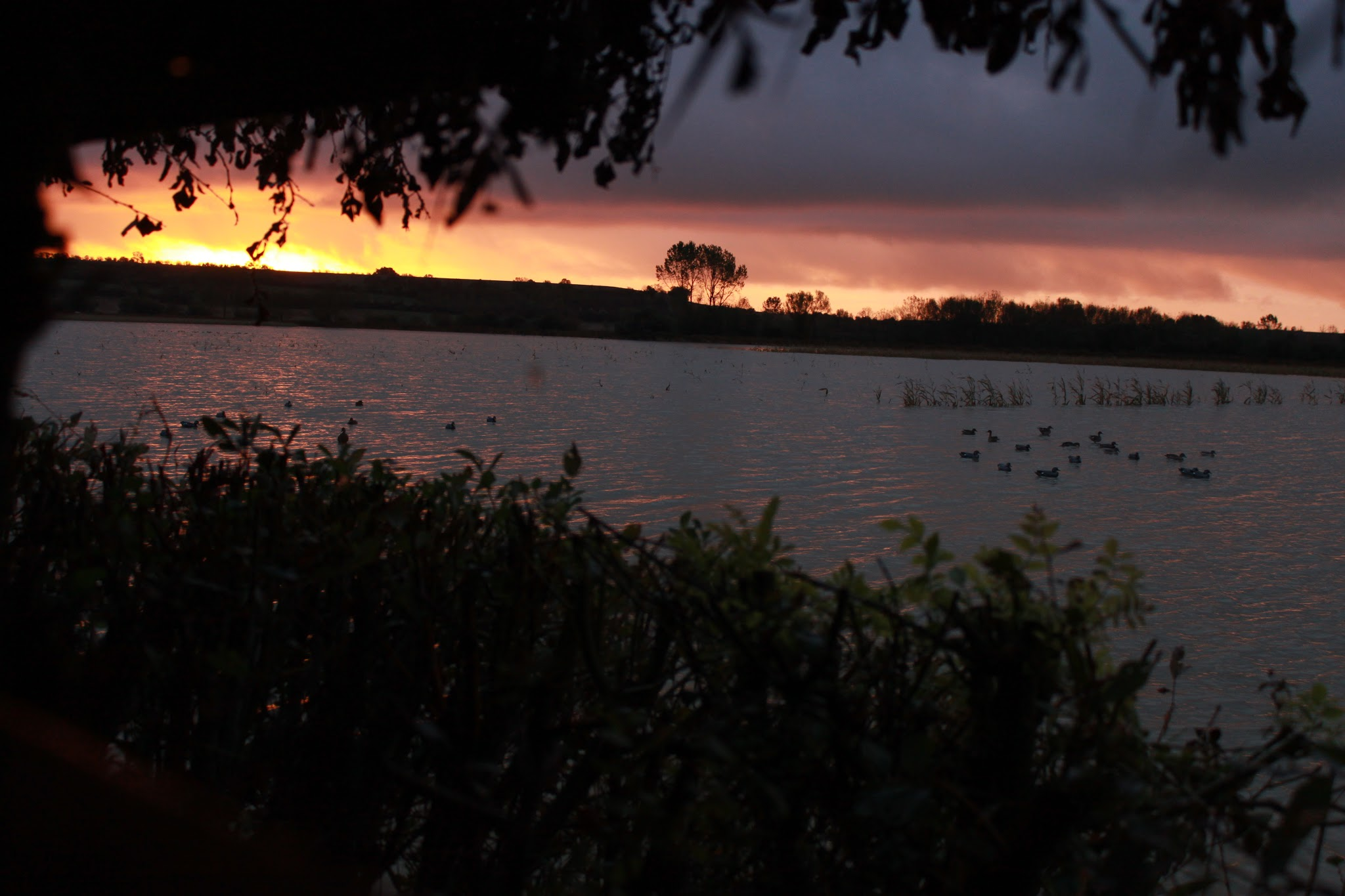
Appelants et plastiques, vus de la tonne

### Le guet et le tir
Le tonnayre guette toute la nuit la pose éventuelle de canards sauvages. Pour faciliter la vision des détails sur l'eau la nuit, il utilise une paire de jumelle a grande luminosité (7*50, 8*56 ou 9*63). L'eau reflétant la clarté du ciel, il est relativement aisé de voir les formes plus sombre des canards qui se découpent sur l'eau. L'écoute, la forme et le comportement de l'oiseau posé sont autant de critères d'identification utilisés par le chasseur.
Une fois l'oiseau formellement identifié comme un gibier, le chasseur peut ajuster un tir à l'aide d'une arme de calibre 12 équipée d'une lunette de tir du même grossissement que les jumelles. Le canard, et plus encore l'oie, étant bien protégé par leur couche de plume, les charges tirées sont le plus souvent assez importantes (plomb no 2 à 4). Ainsi, 50 à 60 grammes de plomb pouvaient être envoyés par tir. Depuis juin 2006, ces munitions toxiques ont été remplacées par l'acier, le bismuth et le tungstène, moins denses et plus chères, avec des charges donc inférieures.

### Des heures et des heures
Les heures les plus fastes pour la pose de canards sont celles suivant juste le coucher du soleil ("passée" ou "volée" du soir) et celles précédant son lever ("passée" ou "volée" du matin).
Les nombreuses heures de guet infructueuses du chasseur durant les nuits d'hiver sont plus le fait d'une passion sans faille pour ce mode de chasse que l'assurance de prélever du gibier. Heureusement, le tonnayre prend généralement déjà bien du plaisir à entendre chanter ses appelants, à voir voler les oiseaux au petit jour et à goûter l'ambiance nocturne des marais, dont la faune est toujours en activité.

### Commercialisation
Ce mode de chasse est initialement spartiate, traditionnel et occasionnel (surtout au lever du jour ou exceptionnellement certaines nuits de pleine lune, pendant les migrations) dans certains marais, puis l'exploitation des huttes et gabions s'est ouverte progressivement à la location dans les années 1980 et tend désormais en certains endroits vers le business cynégétique. Le prix d'une nuit de chasse dans une installation aménagée, où sont fournis des appelants déjà mis en place, peut atteindre des sommes très élevées.

## Autres pays
La chasse de nuit est interdite au Québec. Elle doit se terminer 30 minutes après le coucher du soleil. Sauf dans le cas du raton laveur, où la chasse de nuit avec chien est permise dans certaines zones de chasse. La chasse aux grenouilles, ainsi que le colletage du lapin à queue blanche et du lièvre sont aussi permises de nuit dans l'ensemble du territoire du Québec.